# Aston Martin Vulcan
Aston Martin Vulcan är en sportbil som den brittiska biltillverkaren Aston Martin introducerade på Genèvesalongen i mars 2015.
Vulcan-modellen är enbart avsedd för körning på racerbana och går inte att registrera för landsvägstrafik. Aston Martin planerar att tillverka 24 exemplar, ett för varje timme vid Le Mans 24-timmars.